# Dermatite cercarienne
 Mise en garde médicale

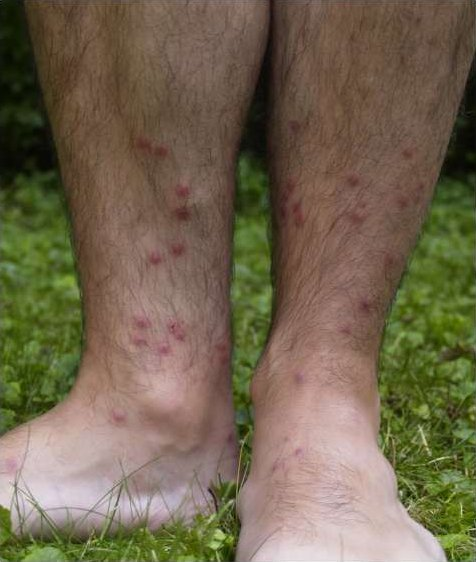
Boutons de « puce de canard » après avoir marché dans les eaux peu profondes d'un lac

La dermatite cercarienne, également appelé dermatite du baigneur ou par abus de langage puce de canard ou poux de canard, est une infection cutanée, causant des démangeaisons. Elle est causée par des larves qui pénètrent dans la peau après une baignade dans un lac ou une rivière contaminés.
Elle est provoquée par la larve microscopique d'un ver plat de la famille des Schistosomatidae, du genre Trichobilharzia, lorsque cette larve est arrivée à son stade de développement de cercaire, d'où le nom de dermatite cercarienne. Ce parasite n'est pas du tout une puce comme le nom courant pourrait le laisser supposer, bien que les boutons qu'il provoque puissent faire penser à des piqûres de puces ou de moustiques.
Les larves pénètrent sous la peau lors des baignades. Elles meurent toutefois rapidement, mais causent l'apparition de petits boutons qui ressemblent à des piqûres d'insectes. Chaque bouton correspond à l'endroit où a pénétré une larve. Chez l'humain, elle provoque seulement une irritation bénigne de la peau,. Chez le canard, elle provoque une forme animale de bilharziose.
La dermatite du baigneur est provoquée par différentes sortes de vers plats de la famille des Schistosomatidae. Ces parasites utilisent comme hôtes différents types d'escargots d'eau douces (du genre Lymnaea et Radix) et différentes sortes de canards. Durant son cycle de développement, le parasite quitte l'escargot et nage librement dans l'eau douce, recherchant un canard comme nouvel hôte. Ces larves peuvent alors accidentellement entrer en contact avec la peau des baigneurs, provoquant une dermatite.
Ce parasite se dépose sur la peau lorsqu'on est dans l'eau, on ne peut l'attraper en restant sur la plage et il n'est pas transmissible d'une personne à l’autre.

## Première identification du problème
L'origine de cette dermatite a été clairement identifiée en 1928 par un biologiste du Michigan nommé Cort. Celui-ci travaillait à la station biologique du Lac Douglas (un des 11 000 lacs du Michigan). Ayant attrapé des boutons après avoir plongé la main dans un seau plein d'escargots aquatiques récoltés pour son travail, il décida d'élucider l'origine de l’irritation.
Le problème était bien connu dans cette région des Grands Lacs d'Amérique du Nord, mais on identifia aussi rapidement des cas de dermatite cercarienne en Europe (Pays de Galles, Allemagne, France…).
Etant une maladie parasitaire, le problème est probablement aussi ancien que le canard ou l'escargot, mais est devenu mieux connu avec le développement des loisirs aquatiques. Il dépend aussi de l'importance des populations de canards et d'escargots dans ces plans d'eau.

## Cycle de développement du parasite

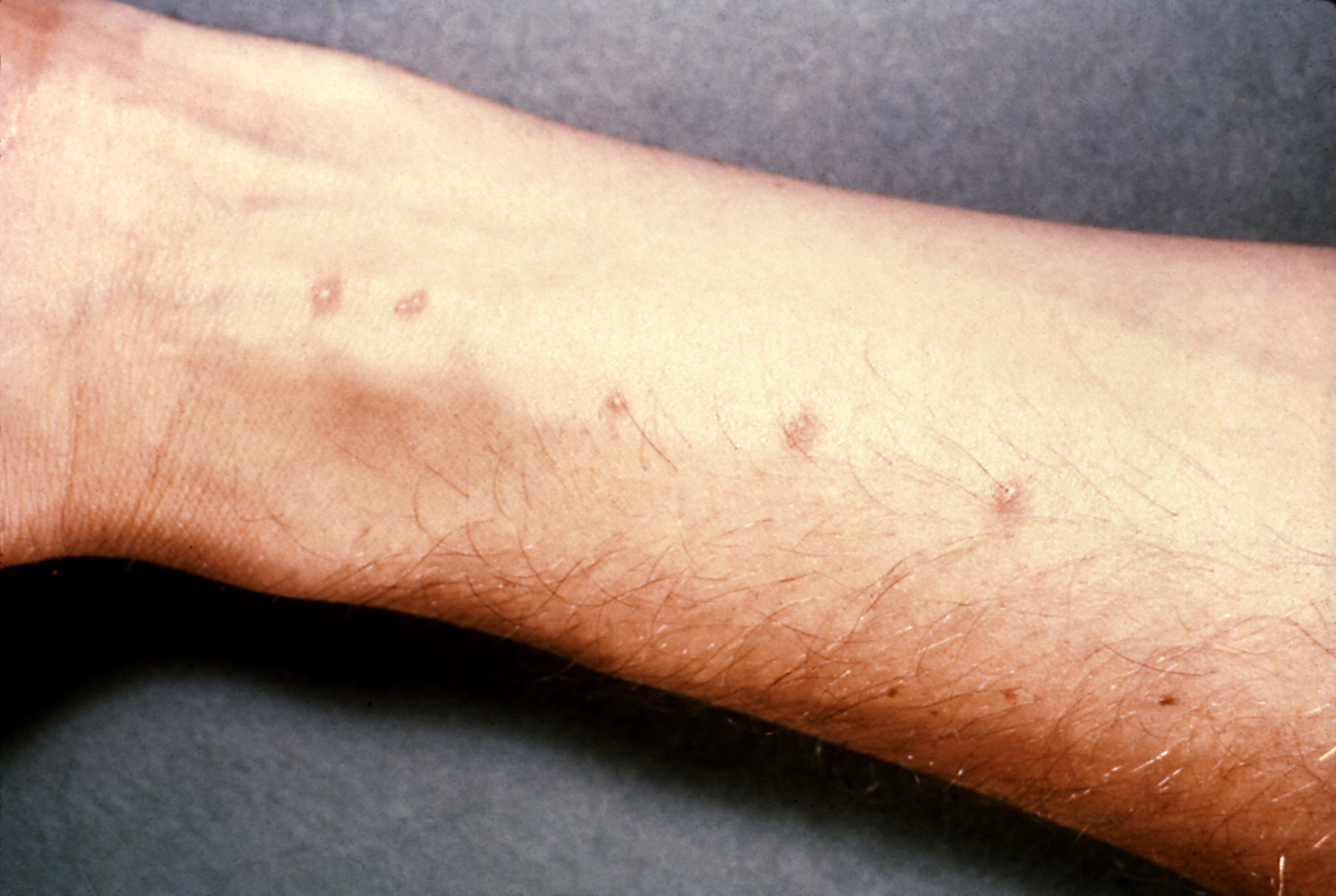
La dermatite schistosomique, ou « démangeaisons des nageurs », survient lorsque la peau est pénétrée par une cercaire infectieuse nageant librement et à queue fourchue.

Le schistosome du genre trichobilharzia est un genre de ver plat responsable de la dermatite cercarienne chez l'homme, et d'une bilharziose chez le canard et d'autres oiseaux aquatiques. La forme adulte du ver parasite le canard, elle vit dans les vaisseaux sanguins de la zone intestinale de l'oiseau. Les vers adultes pondent des œufs dans l'intestin du canard, qui sont rejetés dans ses selles et se retrouvent dans les plans d'eau. Les œufs éclosent dans l'eau, sous forme d'une larve : à ce stade de développement, elle est appelée miracidium. Le miracidium cherche un escargot d'eau douce pour s'y développer. La larve pénètre dans l'escargot, s'y développe et quitte l'escargot sous une autre forme, au stade de cercaire. La cercaire cherche à infecter un canard pour boucler le cycle. C'est en cherchant un canard qu'elle peut infecter l'homme accidentellement, ce qui mène le parasite à une impasse parasitaire : en effet, la cercaire ne pénètre que jusqu'aux couches superficielles de l'épiderme, y provoquant une réaction allergique empêchant le parasite d'aller plus loin.

## Prévention, traitement, moyens de lutte

### Prévention
Dans les lacs et cours d'eau infectés par les cercaires, les larves se rencontrent principalement sur le bord, vers la rive, dans l'eau peu profonde. En effet, c'est dans l'organisme des escargots que le parasite atteint son stade de cercaire, la larve capable de pénétrer sous la peau, et on rencontre des escargots plutôt en eau calme et peu profonde. Les enfants sont davantage susceptibles d'attraper des  « puces de canard », car ils restent en moyenne plus longtemps à patauger et jouer au bord de l'eau, là où ils ont pied. Néanmoins, même en nageant loin du rivage, il reste possible de contracter des cercaires en regagnant la rive.
Il est recommandé de se frotter vigoureusement avec une serviette en sortant de l'eau, de manière à faire tomber les larves éventuelles, car les larves peuvent rester quelques instants à la surface de la peau avant d'y pénétrer. Certaines plages à risque ont été équipées de douches publiques afin de permettre aux baigneurs de prendre une douche et de se rincer avant le séchage. Cette méthode peut éventuellement réduire le nombre de boutons, mais son efficacité est limitée, des études ayant montré que le parasite met en moyenne seulement quatre minutes à pénétrer sous la peau,.

### Traitement
La gêne provoquée par les démangeaisons peut être assez variable selon les individus, comme dans beaucoup de réactions allergiques de la peau. La première infection provoque en général une réaction moins virulente que les réinfections ultérieures, la peau devenue hypersensible au parasite faisant alors une réaction allergique beaucoup plus manifeste.
La pose de glace peut soulager dans l'immédiat. Il est bien sûr recommandé de ne pas se gratter, afin de ne pas provoquer de surinfection. Si la gêne occasionnée est grande, un pharmacien ou un médecin saura prescrire les crèmes apaisantes appropriées à ce genre de démangeaisons, voire des crèmes antihistaminiques ou des pommades anti-inflammatoire (dermocorticoïdes) à appliquer aux endroits touchés. S'il y a surinfection, de l'acide fusidique pourra être prescrit en application.

### Moyens de lutte

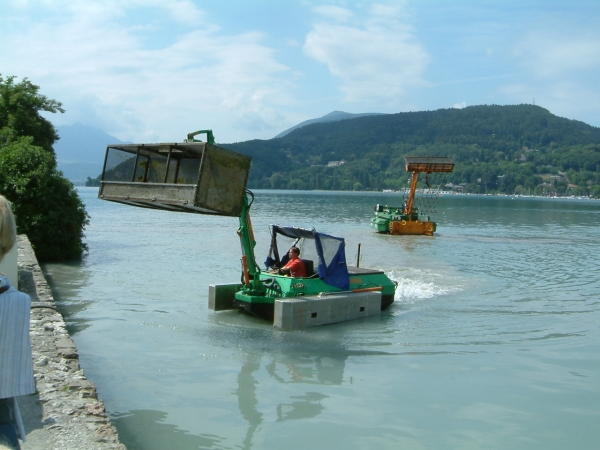
Élimination des escargots d'eau douce vecteurs de dermatite cercarienne dans le lac d'Annecy.

Bien que la « puce de canard » ne soit pas considérée comme un risque sanitaire,, ses effets désagréables ont probablement un impact sur le tourisme et la fréquentation des plages et lieux de baignade. Des municipalités se sont engagées dans diverses opérations pour endiguer le phénomène.
Pendant des décennies, le Michigan a utilisé du sulfate de cuivre dans certains de ses lacs pour limiter la population d'escargots infectés et la prolifération des « puces de canard » dans l'eau. Mais outre les problèmes écologiques que le produit chimique pouvait poser, l'efficacité réelle du produit n'a jamais vraiment été vérifiée : appliqué à un point du lac, le produit ne faisait que repousser les escargots plus loin, qui repeuplaient la zone une fois le produit dispersé. Appliqué sans discernement, le sulfate de cuivre se dispersait dans l'eau avec les courants, et surtout les escargots devenaient tolérants au produit.
Plus tard le Michigan a essayé de changer de cible et au lieu d'éliminer les populations d'escargots d'eau douce, il a tenté d'endiguer la maladie en traitant les canards infectés (le parasite a besoin à la fois des escargots et des oiseaux aquatiques comme hôtes au cours de son cycle de développement). Pour cela, ils ont testé le praziquantel, le traitement classique de la bilharziose, les larves de « puces de canard » provoquant chez le canard une bilharziose n'affectant que les oiseaux.
Dans des lacs d'Amérique du Nord et au lac d'Annecy, l'élimination des escargots à l'aide d'engins mécaniques amphibies équipés de herses a donné de bons résultats, diminuant la population d'escargots dans les zones traitées jusqu'à 90 %. L'escargot étant l'hôte qui permet au parasite de se transformer en cercaire capable de pénétrer la peau, son élimination des zones traitées entraîne une diminution sensible des cas de dermatite cercarienne.
Les autorités conseillent aussi de ne pas nourrir les canards afin d'éviter qu'ils se sédentarisent autour des lacs infectés, et tentent de réguler la population d'oiseaux aquatiques par la chasse de ceux-ci.